# Miss Ghana
Miss Ghana è un concorso di bellezza femminile che si tiene annualmente in Ghana per scegliere la rappresentante nazionale per Miss Universo.

## Albo d'oro
| Anno | Vincitrice                  | Piazzamento       |
| ---- | --------------------------- | ----------------- |
| 1991 | Dela Tamakloe               |                   |
| 1993 | Jamila Haruna Danzuru       | Miss Congeniality |
| 1996 | Pearl Amoah                 |                   |
| 1998 | Francisca Baafour Awuah     |                   |
| 1999 | Akuba Cudjoe                | Top 10            |
| 2000 | Maame Esi Acquah            |                   |
| 2001 | Precious Agyare             |                   |
| 2002 | Stephanie Walkins-Fia       |                   |
| 2004 | Minaye Donkor               |                   |
| 2006 | Angela Asare                | Miss Congeniality |
| 2008 | Yvette Nsiah                |                   |
| 2009 | Jennifer Victoria Koranteng | Non classificata  |
| 2010 | Awurama Simpson             |                   |
| 2011 | Yayra Erica Nego            |                   |